# Katsuyoshi Tomori

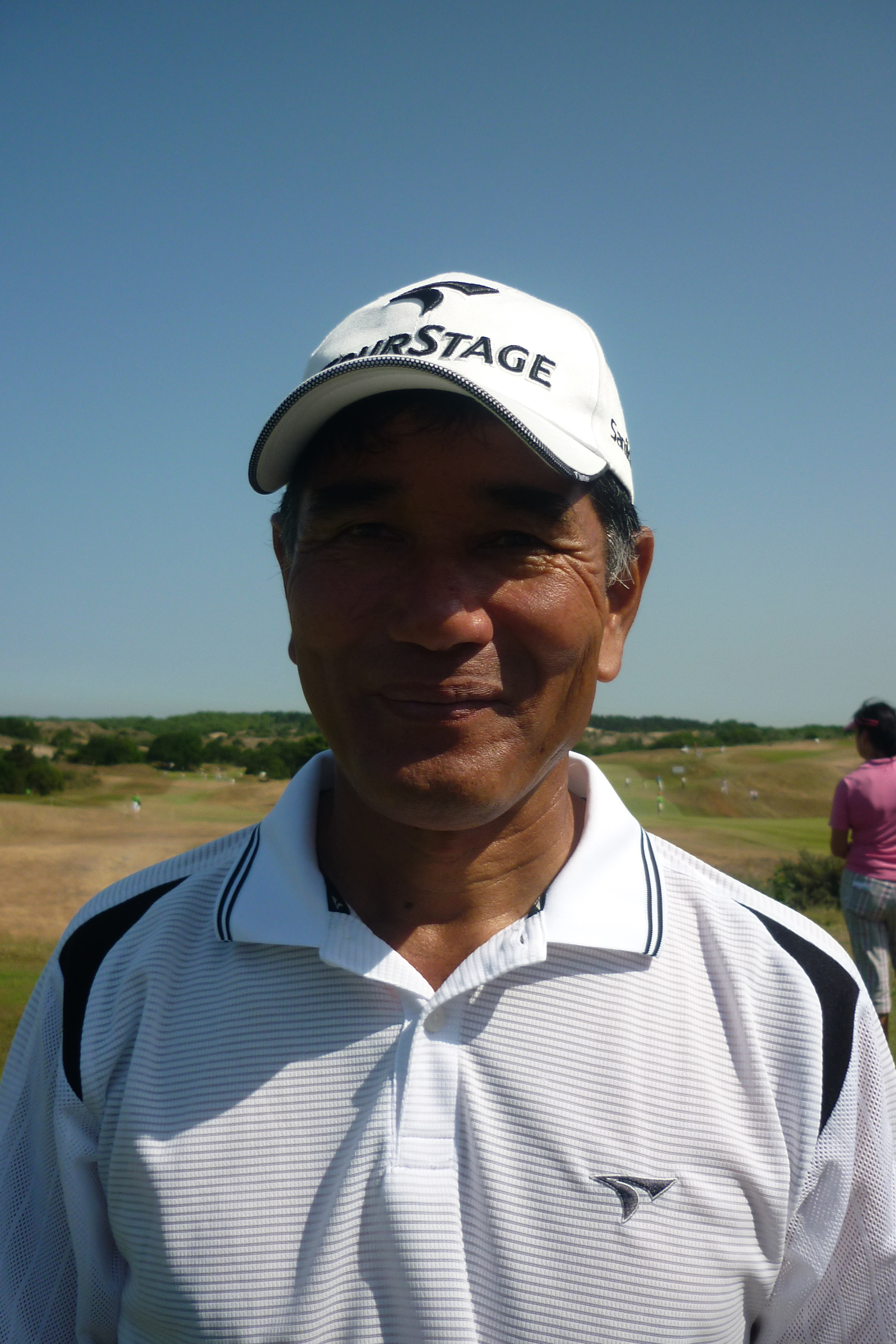
Van Lanschot Senior Open 2010.

 Katsuyoshi Tomori (友利勝良,Tomori Katsuyoshi ; Okinawa, 25 oktober 1954) is een Japans professioneel golfer.
Tomori werd in 1982 professional en heeft vooral op de Japan Golf Tour gespeeld, waar hij zeven toernooien won.
In 1996 was Tomori de eerste Japanse speler die via de Tourschool een spelerskaart probeerde te halen voor de Europese PGA Tour. Dat lukte, en drie jaar lang stond hij in de top-80 op de Order of Merit. In 1997 haalde hij zelfs de 47ste plaats. Toch besloot hij zich weer op de Japanse Tour te concentreren.
Tomori speelt nu op de Europese Senior Tour. Hij is de vierde Japanse speler die daar een overwinning behaalde.

## Gewonnen
Japan Golf Tour
- 1987: Kyusyu Open
- 1988: Kyusyu Open
- 1989: NST Niigata Open
- 1990: Kyusyu Open
- 1994: Mitsubishi Galant Tournament
- 1995: Japan PGA Match-Play Championship Promise Cup
- 2003: JCB Classic Sendai

Europese Senior Tour
- 2006: Scandinavian Senior Open

Teams
- Alfred Dunhill Cup: 1999
- World Cup: 1990, 1993